# Datang Telecom
Datang Telecom is een Chinees telecombedrijf.
Datang Telecom heet voluit Datang Telecom Technology Co.,Ltd.(DTT). DTT werd in 1998 opgericht door de China Academy of Telecommunication Technology (CATT) van het Ministerie van Informatietechnologie van China en is een onderdeel van de Datang Group die in Peking gevestigd is.
Datang is vernoemd naar de Tang-dynastie. De Tang-dynastie is de meest welvarende dynastie uit de lange Chinese geschiedenis. Chinezen noemen zichzelf graag de nakomelingen van Tang. Men heeft bij de oprichting voor deze naam gekozen met het oog op de vergelijking van China met de Tang-dynastie. Da betekent groot. Datang betekent zoiets als Groot China. Datang is een staatsbedrijf. In het westen kwam Datang Telecom in het nieuws vanwege de aanleg van het netwerk voor de jongste generatie mobiel internetten (3G).
Datang Telecom zou met dit nieuw netwerk een eigen technologische standaard zetten voor mobiel internetten voor de Chinese markt. De standaard TD-SCDMA zou naar verluidt de Europese standaard (W-CDMA of UMTS) en de Amerikaanse standaard (CDMA-2000) op de achterstand zetten.